# Glypta accentuata
Glypta accentuata är en stekelart som beskrevs av Dasch 1988. Glypta accentuata ingår i släktet Glypta och familjen brokparasitsteklar. Inga underarter finns listade i Catalogue of Life.